# Сандра Агілар
Сандра Агілар (ісп. Sandra Aguilar Navarro, нар. 9 серпня 1992) — іспанська художня гімнастка, срібна призерка Олімпійських ігор 2016 року.

## Виступи на Олімпіадах
| Олімпіада           | Дисципліна | Місце |
| ------------------- | ---------- | ----- |
| Лондон 2012         | групи      | 4     |
| Ріо-де-Жанейро 2016 | групи      | 2     |

## Зовнішні посилання
- Сандра Агілар — олімпійська статистика на сайті Sports-Reference.com (англ.) (архівна версія)